# Save Me (canción de Queen)
«Save Me» (Sálvame) es una power ballad de la banda de rock inglesa Queen, escrita por el guitarrista Brian May en el disco del álbum The Game. La canción se editó y se publicó el 25 de enero de 1980, y fue grabada el 27 de enero de 1980, cuatro meses antes que el álbum, y en su cara B incluía la versión en directo de Let Me Entertain You extraída del álbum Live Killers. Fue inspirada por el fin de la relación de un amigo de Brian. Kerry Ellis incluyó su versión de la canción en su álbum debut Anthems. Ha intrerpretado el tema junto a May en Anthems: The Tour y varios eventos. Esta balada alcanzó el nº11 de las listas de Reino Unido, el n.º 5 en Holanda, el n.º 7 en Noruega, el n.º 8 en Irlanda, el nº10 en Italia, el nº42 en Alemania y n.º 96 en Japón. No obstante, nunca se llegó a editar en Estados Unidos, pero Elektra Records la sacó en abril de 1980.

## Lanzamiento
Fue lanzada como sencillo el 25 de enero de 1980, con una versión de Let Me Entertain You en vivo como lado B en la mayoría de ediciones, y Sheer Heart Attack en las de Estados Unidos, Canadá, Japón y Australia, también en directo. En el Reino Unido, casi seis meses antes del lanzamiento de The Game, el tema estuvo en las listas por seis semanas llegando al decimoprimer puesto.

## Detalles técnicos
Musicalmente, la canción es muy compleja, con los versos en Sol mayor, y los coros en clave de Re mayor. Un solo instrumental, que sirve como interludio, está en Sol mayor, como los versos.

## Vídeo
El vídeo fue grabado en el Alexandra Palace el 22 de diciembre de 1979, y fue dirigido por Keith «Keef» MacMillan. Dentro del vídeo aparece una animación de una mujer y una paloma. Este sería el último vídeo en el cual Freddie aparecería sin bigote, ya que sí lo llevaría en el siguiente, Play The Game, hasta 1987, momento en el que se lo quitaría para el vídeo de The Great Pretender.

## Significado de la letra
Brian escribió este exitoso sencillo inspirado en la separación matrimonial de un amigo. 
| Letra original (inglés) | Traducción letra (castellano) |
| --- | --- |
| It started off so well They said we made a perfect pair I clothed myself in your glory and your love How I loved you, How I cried..... The years of care and loyalty Were nothing but a sham it seems The years belie we lived a lie "I'll love you 'til I die" Save me Save me Save me I can't face this life alone Save me Save me Oh... I'm naked and I'm far from home The slate will soon be clean I'll erase the memories, To start again with somebody new Was it all wasted All that love?..... I hang my head and I advertise A soul for sale or rent I have no heart, I'm cold inside I have no real intent Save me Save me Save me I can't face this life alone Save me Save me Oh... I'm naked and I'm far from home Each night I cry, I still believe the lie I'll love you 'til I die | Todo empezó tan bien Decían que formábamos una pareja perfecta Y me vestí en tu gloria y en tu amor Cómo te amé, cómo lloré Los años de atenciones y fidelidad No fueron más que una pena, parece Esos años vivimos la mentira "Te amaré hasta la muerte" Sálvame, sálvame, sálvame No puedo enfrentarme solo a la vida Sálvame, sálvame, sálvame Oh, estoy desnudo y lejos de casa La agenda pronto estará limpia Borraré los recuerdos Para volver a empezar con otra persona ¿Fue en vano todo este amor? Con la cabeza en las manos Ofrezco un alma para alquilar o vender No tengo corazón, estoy frío por dentro No tengo ganas de nada Sálvame, sálvame, sálvame No puedo enfrentarme solo a la vida Sálvame, sálvame, sálvame Oh, estoy desnudo y lejos de casa Cada noche lloro Aún creo en la mentira "Te amaré hasta la muerte" |

## Música
La canción es una balada en la mayoría de los versos excepto en el estribillo y luego del solo donde hace su aparición la guitarra eléctrica y se convierte en un hard rock para terminar con los acordes del piano dándole suavidad al tema. El tema esta en su mayoría en sol mayor y modula a re mayor en el estribillo. En la canción Brian tocó el piano, sintetizador y guitarra eléctrica y acústica de 12 cuerdas, y coros. La canción cuenta con un  equipamiento compuesto por una guitarra eléctrica Red Special, una guitarra acústica de 12 cuerdas martin D-18, un batería Ludwig, un bajo Fender Precision Bass, un piano de cola yamaha, y un sintetizador Oberheim OB-X.

## Performance en vivo
La canción "Save Me" comenzó a ser interpretada en directo durante la popular gira Crazy Tour de Queen por el Reino Unido. La gira de conciertos duró aproximadamente un mes, de noviembre a diciembre de 1979. La canción empezaba con una pequeña introducción a piano interpretada por Brian. 
Para las giras por Sudamérica, "Save Me" estuvo entre los temas Need Your Loving Tonight y Now I'm Here. En la gira europea del Hot Space Tour, estaría entre Love of My Life y Fat Bottomed Girls, y para la gira por Estados Unidos entre Now I'm Here y Calling All Girls. Para la gira del The Works Tour fue dejada de lado, hecho que se repitó en el Magic Tour al no ser incluida en el set list. Tampoco fue interpretada en las giras Queen + Paul Rodgers Tour desde el 2005 al 2008.

## Vídeo promocional
Este vídeo fue el primer vídeo promocional de Queen que mostraba animación. De hecho fue uno de los primeros que mezclaba imágenes y animación de actuación. En Argentina, la popularidad del video, hizo que al tema se lo apode como "la canción de la paloma". Dirigido por Keith McMillan y filmado en el Alexandra Palace, en Londres, en diciembre de 1979 durante la gira de diciembre conocida como Crazy Tour. El vídeo generó muchas imágenes extras como la Freddie Mercury recreando el disparo a una paloma que no atendía a razones según lo dispuesto en el guion. El videoclip emplea la técnica de animación Rotoscopia en la que el animador dibuja cada fotograba de una animación sobre un soporte original, en este caso un caballete con un vidrio traslúcido y transparente, donde se proyecta el vídeo. De este modo, lograron trasmitir la naturalidad, las sombras, las luces, las expresiones y los movimientos propios de una filmación. También fue el último vídeo en el que Freddie Mercury aparecería sin bigote ya que para la canción Play The Game aparecería con su bigote.

## Créditos
- Escrita por: Brian May

- Producida por: Queen y Mack
- Músicos:
- Freddie Mercury: voz líder y coros
- Brian May: guitarra eléctrica y acústica, piano, sintetizadores, coros
- Roger Taylor: batería, coros
- John Deacon: bajo

## Versiones oficiales[1]
| Versión "Save Me"                                               | Duración | Disco                                                                                        |
| --------------------------------------------------------------- | -------- | -------------------------------------------------------------------------------------------- |
| (en estudio) (1979)                                             | 03:50    | Décima canción del disco The Game (álbum)                                                    |
| (en vivo) Grabada en Montreal (noviembre de 1981)               | 04:15    | Aparece en el disco Queen Rock Montreal y en la reedición de 2011 del disco The Game (álbum) |
| (en vivo) Grabada en Milton Keynes, Inglaterra ( junio de 1982) | 04:01    | Aparece en el disco Queen on Fire - Live at the Bowl                                         |

## Campaña "Save Me"
En el 2010 Brian May lanza la Campaña "Save-Me" con la finalidad de mantener la prohibición de la caza en Reino Unido. La campaña fue creada debido al temor a que los conservadores británicos resultasen victoriosos en las elecciones del 2010, ya que estos pretendían legalizar nuevamente la caza de zorros. Finalmente, el gobierno conservador no obtuvo una mayoría absoluta y se formó un nuevo gobierno de coalición. 
No obstante, con el apoyo de Brian May se creó Save Me Trust, una organización benéfica ligada a la defensa de los animales en el Reino Unido. La organización informa de tener un 50% de disminución en las tierras de cultivo de aves y un 52% de disminución de la vida silvestre en general. Las legislaciones que permiten la extracción de hábitats de vida silvestre, que no ofrece alternativa, están condenando a nuestra fauna a una muerte lenta y dolorosa pero segura. Sin embargo, Save Me Trust, asegura que esto no es necesario que sea así.
De este modo, Save Me Trust, defiende que proporcionar espacio durante el desarrollo y acomodar la vida silvestre al completar el desarrollo del animal puede formar el equilibrio perfecto. 